# Pier Giuliano Eymard
Pier Giuliano Eymard (La Mure, 4 febbraio 1811 – La Mure, 1º agosto 1868) fu un religioso francese, fondatore della Congregazione del Santissimo Sacramento (Sacramentini) e delle Ancelle del Santissimo Sacramento; beatificato nel 1925, fu proclamato santo da papa Giovanni XXIII nel 1962.

## Biografia
Contro il parere del padre, seguì la propria vocazione religiosa e venne ordinato sacerdote il 20 luglio del 1834: nel 1839 entrò nella congregazione dei Maristi e ne venne eletto padre provinciale nel 1845.
Nel gennaio del 1851, dopo un pellegrinaggio a Fourvière, ebbe l'idea di fondare una congregazione di sacerdoti dedita principalmente alla promozione della devozione all'Eucaristia: i primi religiosi iniziarono la loro attività a Parigi il 6 gennaio del 1857 con la benedizione di papa Pio IX, che approvò la congregazione nel 1863.
Eymard morì a La Mure, il suo paese natale, nel 1868.

## Culto
La Santa Sede lo dichiarò venerabile l'11 agosto del 1908; beatificato nel 1925, venne proclamato santo da papa Giovanni XXIII il 9 dicembre del 1962.
La sua memoria liturgica è collocata al 2 agosto.